# Edgar Palm
Edgar Rudolf Roemer Palm (Willemstad (Curaçao), 8 februari 1905 - Willemstad, 12 januari 1998) was een Antilliaans pianist, organist en componist.

## Leven
Hij was zoon van de nog ongetrouwde musicus Rudolph Palm en Elvira Raimundo Prais (huwelijk 1919 met zeven geëchte kinderen). Ook zijn broers Albert Palm (piano en contrabas, 1903-1958), John Palm (klarinet) waren musicus; zus Maria Catharina (1909-1979) speelde piano en gaf pianolessen. Edgar is via Rudolf Palm achterkleinzoon van componist Jan Gerard Palm. Zelf trouwde hij met Frieda Mercedes Palm, een nicht van hem.
Zijn basisopleiding kreeg hij aan de Emmaschool en Hendrikschool op Curaçao. Hij begon serieuze belangstelling voor muziek te krijgen tijdens zijn middelbare technische school. Na lessen van zijn vader, had hij ook les van Willem Hellburg. Hij wilde toen al een verdere muziekopleiding, maar die kon geen doorgang vinden vanwege werk dat zou klaarliggen bij de Dienst Openbare Werken. De beslissing om daarvoor op Curaçao te blijven bleek echter op niets te stoelen en Palm begon met pianolessen te geven om in zijn levensonderhoud te voorzien. In de jaren twintig leerde hij in Den Bosch voor werktuigbouwkundige. 
Zijn naam kwam naar voren in de jaren veertig, dan voornamelijk als organist en pianist. In die jaren was hij al organist van de San Mateokerk, maar tevens nog studerend aan het Haags Conservatorium. In 1949 deed hij er examen in de vakken solfège, muziekleer, harmonieleer, analyse, methodiek etc. In zijn examencommissie zaten Hendrik Andriessen, Martin Lürsen, Herman Strategier en Karel Philippus Bernet Kempers. In 1951 werd reclame gemaakt voor een piano-opname van hem voor het label Musika Grammofoonplaten. Wanneer Bernhard van Lippe-Biesterfeld in augustus 1953 Curaçao aandoet, verwelkomt Palm hem met zijn ensemble; hij liet enige Curaçaose walsen (zijn specialiteit) ten gehore brengen. Vijf jaar later verwelkomde hij op Fort Amsterdam prinses Beatrix der Nederlanden op dezelfde manier. Een jaar later volgde een optreden toen minister-president Jan de Quay op bezoek was. Hij bleef tot ver in de jaren negentig muzikaal actief en leidde een hele generatie Antilliaanse musici op, waaronder Livio Hermans. In die jaren was hij samen met Alfonso Boekhoudt een van de weinigen die het spel op het zogenaamde ka'i nog machtig was. In 1991 bracht hij zijn achtste muziekalbum uit, met muziek van onder andere Koko Conrad.
Hij was onder meer organist van de Fortkerk en de Mikvé Israël-Emanuelsynagoge.
Een groot deel van zijn leven werkte hij voor Curaçaosche Petroleum Industrie Maatschappij (CPIM) en Shell.
Van zijn hand verscheen Cultureel mozaïek van de Nederlandse Antillen en Muziek en musici van de Nederlandse Antillen. In 1990 werd aandacht aan hem besteed door het programma Ver van mijn bed show.

## Eerbetonen
In 1972 ontving hij de Venezolaanse Orde de Francisco Miranda segunda clase (tweede klasse). In 1973 werd hij bevorderd van ridder tot officier in de Orde van Oranje-Nassau vanwege zijn werk als muziekpedagoog op Curaçao. In 1975 kreeg hij de Cola Debrotprijs voor zijn bijdrage aan het culturele leven op de Nederlandse Antillen, met name het bevorderen van Antilliaanse dansmuziek (verzamelen, uitvoeren en componeren). In 1989 volgde het Rotary-wheel; in 1991 de Zilveren Anjer, waarvoor hij naar het Paleis op de Dam moest. In 1992 maakte Ronald Carrilho een documentaire over hem (maestro van de Curaçaose wals) voor de Nederlandse Omroep Stichting en OKSNA.